# Голдаєвич Теофан
Теофан Голдаєвич ЧСВВ (у світі Теодор Голдаєвич, 6 лютого 1752, Бискупиці — 1 вересня 1822, Львів) — український чернець-василіянин, педагог.

## Життєпис
Народився 6 лютого 1752 року в с. Бискупицях (Волинське воєводство, нині с. Нехвороща, Володимирський район) в родині священника.
5 вересня 1772 року вступив до Чину василіян у Почаївському монастирі.
Протягом багатьох років — професор і віце-ректор Львівської греко-католицької духовної семінарії, також протоігумен Галицької Провінції Василіян. У 1782/1783, 1783/1784 навчальних роках викладав філософію в гімназії (колегіумі) при Бучацькому монастирі. Також був учителем у Дрогобичі й Крехові.
Декрет цісаря Франца II від 29 квітня 1802 року ліквідовував 7 монастирів таким чином, що нерухомий маєток мав бути приєднаний до іншого близького монастиря, а будівлі й церкву повинні були продати на прилюдному аукціоні, отримані кошти передати громадському релігійному фонду. О. Голдаєвич від імені чину 26 травня 1817 року подав прохання монарху, щоб той дозволив залишити церкви й монастирі у власності того монастиря, до якого вищезгадані монастирі будуть 52 приєднані. Декретом від 27 березня 1818 року монарх дав згоду, зважаючи на убогість Василіянських монастирів.
З 21 червня 1811 до вересня 1822 року був ігуменом Крехівського монастиря.
Помер у Львові, був похований на цвинтарі ченців монастиря святого Онуфрія та парафіян Успенської церкви Львова (тепер — монастирський сад) поблизу церкви святого Онуфрія у Львові.